# 首尔9号线运营
首尔9号线运营株式会社（：／*/?），是韩国一間已經解散的股份有限公司，曾經负责运营首爾地鐵9號線的第1階段路線，於2019年8月19日清算完畢。其母公司為首爾市地鐵9號線股份有限公司，其中80%股份由法国交通发展集团所持有，20%股份由現代樂鐵所持有。

## 历史
- 2007年6月28日：成立。
- 2019年8月19日：清算完畢公司解散。